# Santite
La santite è un minerale.